# Oranion
Oranion ist ein Gigant aus der griechischen Mythologie. Er ist zusammen mit den Giganten Pankrates, Polybotes,  Ephialtes, Euboios und Euphorbos auf einer attisch-schwarzfigurigen Vase abgebildet und benannt, die circa 575–525 v. Chr. geschaffen wurde.
Die Darstellung zeigt die Gigantomachie. Die Giganten befinden sich im Kampf mit Herakles, Athene, Zeus, Ares, Dionysos, Hermes, Artemis und Apollon.